# Madisonville (Luisiana)
Madisonville é uma cidade  localizada no estado americano de Luisiana, na Paróquia de St. Tammany.

## Demografia
Segundo o censo americano de 2000, a sua população era de 677 habitantes.
Em 2006, foi estimada uma população de 780, um aumento de 103 (15.2%).

## Geografia
De acordo com o United States Census Bureau tem uma área de
6,3 km², dos quais 6,3 km² cobertos por terra e 0,0 km² cobertos por água. Madisonville localiza-se a aproximadamente 1 m acima do nível do mar.

## Localidades na vizinhança
O diagrama seguinte representa as localidades num raio de 28 km ao redor de Madisonville.